# 파푸아만

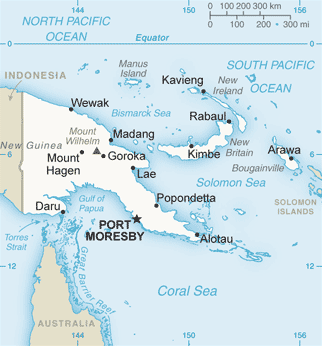
파푸아만 지도

파푸아만(영어: Gulf of Papua)은 파푸아뉴기니 남부 연안에 위치한 만으로 산호해 북서부에 위치한다. 파푸아뉴기니의 수도인 포트모르즈비에서 북서쪽으로 70km 정도 떨어진 곳과 접한다.
플라이강, 투라마강(Turama), 키코리강(Kikori), 푸파리강(Purari) 등 많은 강이 이 곳에 유입되어 삼각주를 형성한다.